# Giovanni Motzo
Giovanni Motzo (Cagliari, 8 febbraio 1930 – Napoli, 27 agosto 2002) è stato un giurista italiano, ministro nel governo Dini.

## Biografia

### Attività accademica
Autore di numerose pubblicazioni su diversi istituti del diritto pubblico interno e comparato, in particolare sul Presidente della repubblica, la Comunità europea, le fonti del diritto, lo stato d'assedio, la proprietà privata e la concorrenza, fu allievo di Giuseppe Guarino e Carlo Esposito.
Insegnò Diritto costituzionale, Istituzioni di diritto pubblico e Diritto costituzionale italiano e comparato nelle Università di Siena e Roma "La Sapienza".
È stato Direttore dell'Istituto per lo studio comparato sulle garanzie sui diritti fondamentali del CNR.

### Attività politica
Ha ricoperto numerosi incarichi istituzionali. È stato Ministro per le riforme istituzionali nel governo Dini dal gennaio 1995 al maggio 1996. A seguito delle dimissioni di Franco Frattini, ha altresì ricoperto l'incarico di Ministro per la funzione pubblica e per gli affari regionali dal marzo al maggio 1996.